# Wolfhard von Roth
Wolfhard von Roth († 13. Januar 1302) war von 1288 bis 1302 Bischof von Augsburg und war der Bruder von Abt Dietrich (Kloster Sankt Ulrich und Afra Augsburg).

## Leben und Werk
Wolfhard von Roth stammte aus Oberroth bei Illertissen. Er wurde 1256 zum Domkanoniker berufen und stieg 1286 zum Dompropst auf. Ein Jahr zuvor ist Wolfhard von Roth zum Administrator von St. Ulrich und Afra ernannt worden. Er erwies sich als fähiger Wirtschafter und konnte aufgrund seines diplomatischen Geschickes 1296 einen Streit mit Herzog Rudolf von Bayern beilegen. Ohne sich selbst zu inszenieren, hatte er wohl auch großen Rückhalt in der Stadt. Enge Verbindung hatte er zu den seinerzeit noch verpönten religiösen Frauengemeinschaften; für die Damen in Leuthau bei Schwabmünchen baute er 1262 das Augsburger Kloster St. Margareth und zahlte 25 Gulden für ihre Aufnahme in den Dominikanerorden.

## Das rätselhafte Grabmal

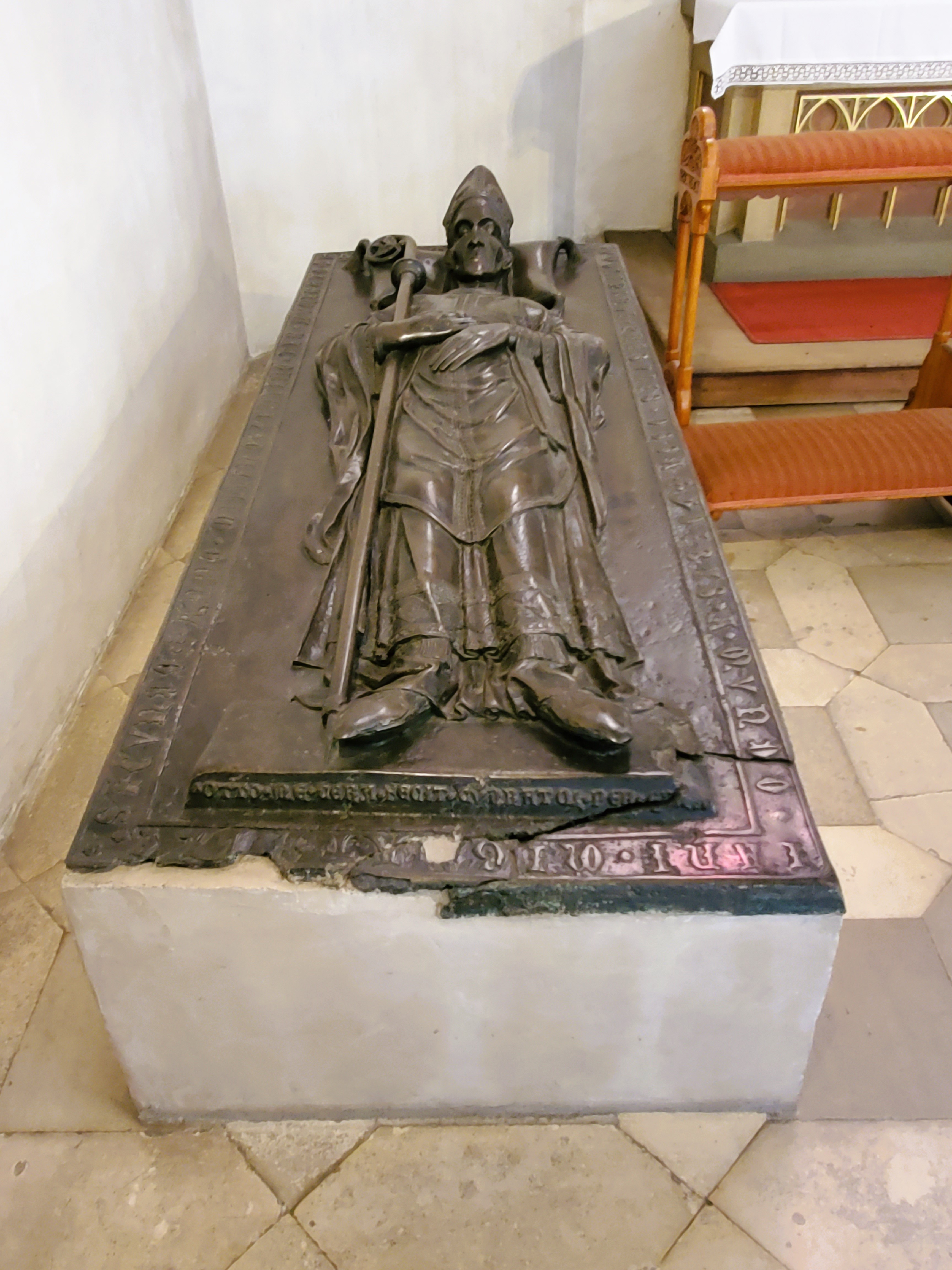
Grabmal im Augsburger Dom

Wolfhard von Roth wurde 1302 im Augsburger Dom bestattet, das Grabmal in der Konradskapelle – einer der sieben Umgangskapellen am Ostchor – ist erhalten. Das in Bronze gegossene Grabmal zählt zu den ungewöhnlichsten Bildwerken des 14. Jahrhunderts und wirft die Frage auf, was ihn besonders ausgezeichnet hat. Ein interdisziplinäres Projekt mit neun Wissenschaftlern hat festgestellt, dass die so massiv wirkende Bronzeplatte eher fragil ist: Risse, Blasen und eine poröse Oberfläche lassen auf Probleme während des Gusses schließen, andere Spuren auf spätere mechanische Einwirkungen. Offenbar handelt es sich bei dem Hochrelief um die früheste Wiedergabe eines im Ornat bekleideten Toten im deutschsprachigen Raum.